# Нони
Нони (Morinda citrifolia) е вид вечнозелено дърво от семейство Брошови. Расте на тихоокеанските острови.

## Описание
Нони расте на височина до 8 m. Среща се главно в южната част на Тихия океан (Таити). Среща се широко и в Малайзия, тъй като се адаптира добре към климата и почвата на Малайзия. Цветчетата са малки, бели, с 5 до 7 листеца и се намират в група върху главите на плода. Нони има големи, тъмнозелени, елипсовидни, пълзящи листа и малки бели пълзящи цветчета.